# Urgleptes cazieri
Urgleptes cazieri là một loài bọ cánh cứng trong họ Cerambycidae.